# نشکسته (آلبوم دمی لواتو)
«نشکسته»(به انگلیسی: Unbroken) آلبومی از هنرمند اهل ایالات متحده آمریکا دمی لواتو است که در ۲۰ سپتامبر ۲۰۱۱ منتشر شد که ترانه‌های آسمان‌خراش و یک مرخصی به قلبت می‌دهم معروفترین آن هستند. این آلبوم در چارت آمریکا به رتبه چهار رسید.